# Karpatoruská strana pracujícího lidu, malorolníků a bezzemků
Karpatoruská strana pracujícího lidu, malorolníků a bezzemků (rusínsky Karpatorusskaja trudovaja partija melzemeľnych i bezzemeľnych) byla politická strana za První republiky, která zastupovala rusínskou menšinu v Československu. Nezanedbatelný stranický vliv však měli i ruští emigranti, kteří se v Československu usídlili.
Strana byla založena v roce 1919 a členskou základnu tvořili hlavně emigranti z Haliče a Bukoviny. 22. července 1923 se spojili s Karpatoruskou republikánskou stranou, avšak o rok později se opět rozdělili. Od roku 1929 byla strana součástí Ruského národního bloku.
Edvard Beneš považoval ve 20. letech tuto stranu jako vhodného kandidáta do vládní koalice, a to i přesto, že strana vystupovala protičesky a požadovala autonomii Podkarpatské Rusi (požadovala například zřízení podkarpatského sněmu či dosazení rusínských četníků a učitelů).

## Volební výsledky
V doplňovacích volbách v roce 1924 i 1925 kandidovala v koalici s Československou stranou socialistickou. Stejně tak ve volbách v roce 1929 s ní šla do celostátní koalice, kdy dosáhla na 359 547 hlasů (tedy 4,9 %), což znamenalo zisk 15 poslaneckých mandátů.